# Тавушское княжество
Тавушское княжество (арм. Տավուշի իշխանություն) — армянское государство, существовавшее в 1113—1145 годах. Правившим домом были Кюрикяны.
Центром княжества была крепость Тавуш на северо-востоке Армении, переданная под управление Кюрикянов в 966 году. Княжество было основано сыном Кюрике II, Абасом, после падения Ташир-Дзорагетского царства. За короткий период существования Тавушское княжество было вынуждено бороться против нашествий соседнего Гянджинского эмирата. 
Княжество пало в 1145 году. Одна из ветвей Кюрикянов в конце XII века укрепившись на части исторической области Тавуш, в крепости Нор-Берд основала новое княжество, просуществовавшее до 1230—1240-х годов.